# Restauradores (stație de metrou din Lisabona)
Restauradores este o stație de pe Linia albastră a metroului din Lisabona.

## Istoric
Restauradores este una din cele 11 stații care aparțin rețelei originale a metroului din Lisabona, inaugurată pe 29 decembrie 1959. Stația este denumită după Praça dos Restauradores (în portugheză Piața Restauratorilor), unde este situată, și este conectată subteran cu Gara Rossio (Linia Sintra). Proiectul arhitectonic original al stației a fost întocmit de biroul de arhitectură Falcão e Cunha.
Pe 11 februarie 1977, stația a fost extinsă pe baza unui proiect al arhitectului Benoliel de Carvalho. Pe 15 septembrie 1994 s-a terminat reabilitarea atriumului de nord al stației, operațiune executată după un proiect al arhitectului Sanchez Jorge. Pe 8 august 1998, reabilitarea atriumului de sud al stației, lucrare executată după un proiect al lui Manuel Ponte, a fost terminată și ea.

## Legături

### Autobuze orășenești

#### Carris
- Ascensor da Glória
- 202 Cais do Sodré ⇄ Fetais (dimineața)
- 709 Campo de Ourique ⇄ Restauradores
- 711 Terreiro do Paço ⇄ Alto da Damaia
- 732 Marquês de Pombal ⇄ Caselas
- 736 Cais do Sodré ⇄ Odivelas (Bairro Dr. Lima Pimentel)
- 759 Restauradores ⇄ Oriente (Interface)[3]

#### Aerobus
- Linha 1 Aeroporto ⇄ Cais do Sodré[4]

### Feroviare

#### Comboios de Portugal
- Sintra ⇄ Azambuja
- Mira Sintra/Meleças ⇄ Lisboa - Rossio[5]